# Upplands runinskrifter 1034
Runinskrift U 1034 är en runsten vid Tensta kyrka, Uppsala kommun. Stenen är en av fyra kända vid Tensta kyrka, varav tre finns bevarade - denna, U 1035 och U 1036. U 1037 är försvunnen.
När Tensta kyrka uppfördes på senare hälften av 1200-talet tog man de fyra runstenarna från sina ursprungsplatser och använde dem i kyrkobygget. Samtliga användes som tröskelstenar.

## Stenen
Runstenen är i röd granit, 2 meter hög, 1,07 meter bred och 0,34 meter tjock. Stenen är slagen i två bitar men lagad med en järnkrampa och cement. Runstenen var inmurad som tröskel i koret men restaurerades och restes på kyrkogården 1950, 12 meter sydväst om dess tidigare plats i kyrkan. Dess ursprungliga plats är inte känd.

## Inskriften
Ristningen är djup, tydlig och karaktäristisk för Öpir, som också signerat stenen. Runstenen bör räknas till Öpirs främsta verk. Högst upp på stenen finns ett ristat ansikte. På två andra stenar som på goda grunder kan antas vara ristade av Öpir, U 78 och U 128, finns också ansikten inristade.
Translitterering av runraden:
þorbia(r)n ' auk ' þorstain ' uk ' styrbiarn ' litu raisa stain ' eftiʀ ' þorfast ' faþur sin ybir risti
Normalisering till runsvenska:
Þorbiorn ok Þorstæinn ok Styrbiorn letu ræisa stæin æftiʀ Þorfast, faður sinn. Øpiʀ risti.
Översättning till nusvenska:
Torbjörn och Torsten och Styrbjörn läto resa stenen efter Torfast, sin fader. Öpir ristade.
Det är alltså tre söner som låtit resa stenen till minne av sin far.